# Ptinus scutellarls
Ptinus scutellarls là một loài bọ cánh cứng trong họ Ptinidae. Loài này được Boheman miêu tả khoa học năm 1851.